# Jakob Zimmerli

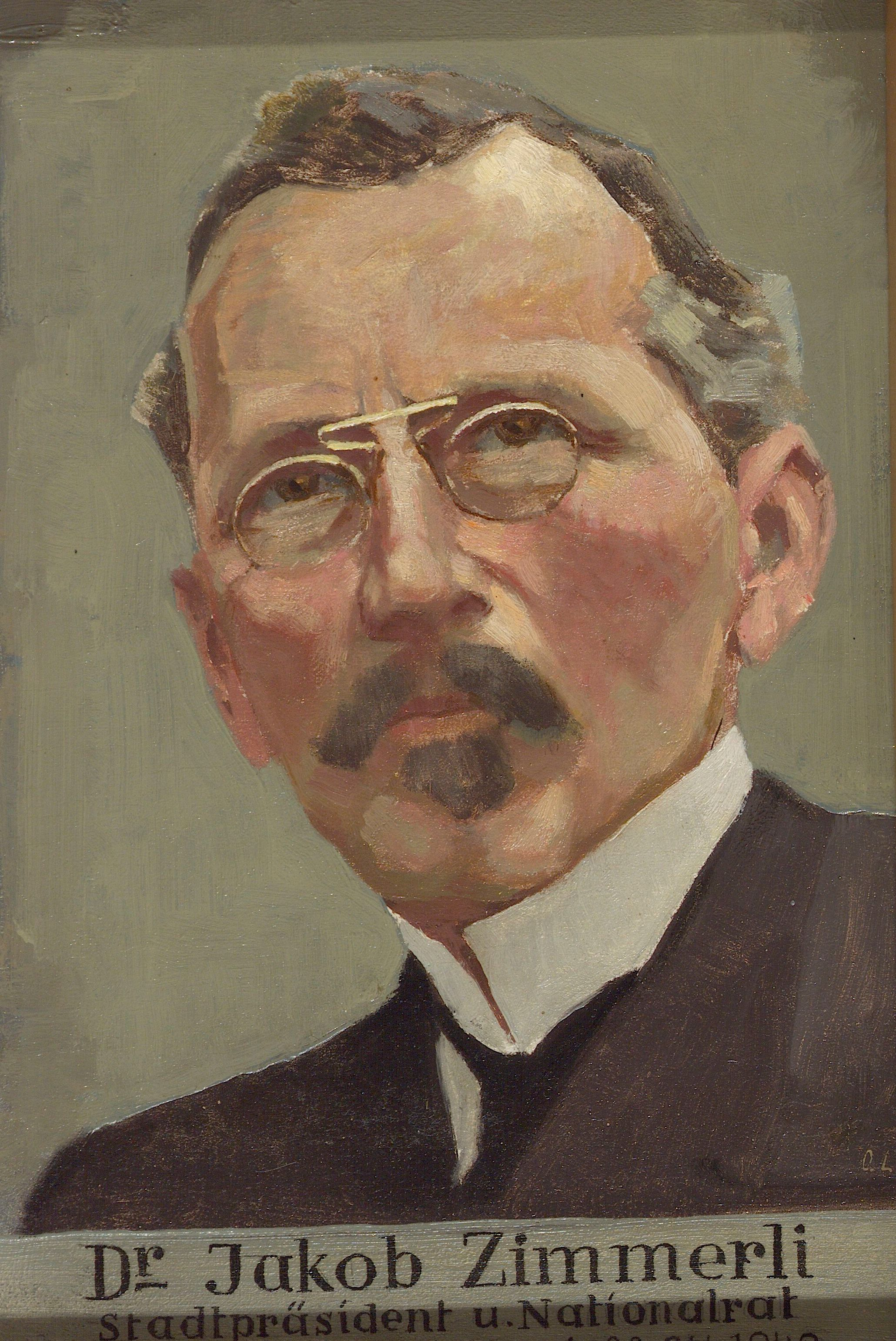
Jakob Zimmerli, porträtiert von Otto Landolt

Jakob Zimmerli (* 8. März 1863 in Oftringen; † 22. Oktober 1940 in Basel, heimatberechtigt in Oftringen und ab 26. November 1924 Luzern) war ein Schweizer Politiker (FDP).

## Biografie
Jakob Zimmerli kam am 8. März 1863 in Oftringen als Sohn des Polizeiangestellten Jakob Zimmerli und der Verena Zimmerli, geborene Wilhelm, zur Welt. Zimmerli besuchte die Schulen in Zürich und machte dort die Matura. Er studierte dann Philologie (Germanistik und Romanistik) an Universitäten in Zürich, Basel, Paris und Göttingen und wurde zum Dr. phil. promoviert. Während mehrere Jahre (von 1883 bis 1886) arbeitete er als Hauslehrer in Paris. Anschliessend war Jakob Zimmerli von 1886 bis 1888 Lehrer am Wellington College in Shropshire (England). Während fünf Jahren (von 1889 bis 1894) unterrichtete er Sprachlehre an einer Realschule in Basel. Sein Schwiegervater Friedrich Wilhelm Glaser war Besitzer des Hotels Beau Rivage in Luzern. Jakob Zimmerli leitete dieses Hotel von 1895 bis 1904. Danach begann er ein Studium der Rechte und erlangte 1910 das Luzerner Anwaltspatent. Den Beruf als Rechtsanwalt übte Jakob Zimmerli bis zu seiner Wahl als Stadtrat aus.
Seine politische Karriere auf kantonaler Ebene beschränkte sich auf die Mitgliedschaft im Luzerner Grossen Rat (heute Kantonsrat), dem er von 1907 bis 1939 angehörte.
Auf kommunaler Ebene wurde Zimmerli 1903 in den Grossen Stadtrat (Parlament der Stadt Luzern) gewählt. Diesem Gremium gehörte er bis zum 20. Januar 1918 an. Dann wurde Jakob Zimmerli in den Luzerner Stadtrat (Stadtregierung) gewählt. Er war dort zuerst Vorsteher des Schuldepartements, danach Polizeidirektor. Bereits im Jahr 1919 wurde er zudem zum Stadtpräsidenten von Luzern gewählt. Am 30. Juni 1939 trat er als Stadtpräsident und Stadtrat zurück.
Jakob Zimmerli war auch auf nationaler Ebene politisch tätig. Von 1919 bis 1935 gehörte er dem Nationalrat an.
Daneben war Jakob Zimmerli in vielen anderen Bereichen aktiv. Besonders in den Bereichen des Fremdenverkehrs und der Kultur (Präsident des Kurhauses/der Kurhausgesellschaft, Schöpfer der Internationalen Musikfestwochen Luzern) engagierte er sich stark. Er sass zudem im Verwaltungsrat der Centralschweizerischen Kraftwerke und war Präsident des Kreisbahnrats der SBB.
Jakob Zimmerli war mit Betty Glaser verheiratet. Sie wurden Eltern eines Sohns und einer Tochter.